# Fossieux
Fossieux é uma comuna francesa na região administrativa de Grande Leste, no departamento de Mosela. Estende-se por uma área de 5,06 km². Em 2010 a comuna tinha 215 habitantes (densidade: 42,5 hab./km²).